# Полигон-70
Полигон-70 — советский океанографический эксперимент.

## Описание
Эксперимент «Полигон-70» проводился в Атлантике 23 февраля — 10 сентября 1970 года. Руководителями были академик Л. М. Бреховских и профессор В. Г. Корт. В эксперименте участвовали следующие научно-исследовательские суда: 
- «Дмитрий Менделеев» (флагман), рейс №3 — с 7 февраля по 17 июня и рейс №4 — с 3 июля по 12 сентября[4];
- «Академик Курчатов», рейс №7 — с 4 марта по 19 мая и рейс №8 — с 29 мая по 1 октября[4];
- «Академик Вернадский»;
- «Сергей Вавилов»[5];
- «Пётр Лебедев»;
- «Андрей Вилькиций»[6].

Для проведения эксперимента в кресте размером 120 на 120 морских миль с центром в точке с координатами 16,5 градуса северной широты, 33,5 градуса западной долготы было установлено 17 автономных буйковых станций, которые вели запись параметров движения океанской воды. На каждой станции производились измерения температуры воды и скорости течений, при этом температура воды измерялась на глубинах 50 и 200 метров, а скорость течений — на глубинах 25, 50, 100, 200, 300, 400, 500, 600, 800, 1000, 1200 и 1500 метров. Главным результатом эксперимента стало открытие крупных вихрей в океане, не связанных с течениями. В частности, был открыт антициклонический вихрь диаметром более двухсот километров, перемещавшийся со скоростью нескольких сантиметров в секунду.